# José de Eizaguirre
José de Eizaguirre y Ayestarán, también conocido como Joseba Eizagirre (Tolosa (Guipúzcoa), 4 de febrero de 1881 - San Juan de Luz, Bajos Pirineos (Francia), 23 de enero de 1949) fue un abogado, escritor y político español de ideología nacionalista vasca. 

## Infancia y juventud
Nació en Tolosa (Guipúzcoa) en 1881. Estudió en Valladolid y en 1897 comenzó a estudiar Derecho en la Universidad de Oñate. Finalizó sus estudios en 1901 en Madrid. 

## Carrera jurídico-política
Militante de Comunión Nacionalista Vasca, nombre que tomó el PNV a partir de 1916; Eizaguirre fue elegido Diputado a Cortes por la circunscripción de Vergara en las Elecciones generales de 1918. De esta forma se convirtió en el primer diputado nacionalista vasco que era elegido en representación de la provincia de Guipúzcoa. La legislatura en la que fue diputado duró apenas un año y en las siguientes elecciones generales no fue reelegido ante el retroceso que sufrió su partido.
Eizaguirre tuvo un papel significativo en la refundación del PNV que se produjo en 1931 al unirse Comunión Nacionalista Vasca con su escisión Aberri.
Durante la Segunda República Española Eizaguirre fue miembro del Tribunal de Garantías Constitucionales como vocal suplente. Durante la guerra civil española, en 1937 fue nombrado presidente del Tribunal Militar de Euskadi, órgano jurídico constituido en la jurisdicción militar del Euzko Gudarostea. Tras la caída de Euskadi en manos del bando sublevado pasa a la zona republicana. Ese mismo año es nombrado magistrado de la Audiencia de Alicante. En agosto de 1938 Eizaguirre sustituyó a José María Gárate como presidente de la delegación del PNV en Barcelona. Se exilia en 1939.
Tras la Segunda Guerra Mundial Eizaguirre ejerció como asesor del Gobierno de Euzkadi, siendo representante del PNV y del gobierno vasco en el exilio en varios organismos internacionales surgidos en la postguerra

## Faceta como escritor
Además de su faceta como político y jurista, Eizaguirre fue un destacado euskaltzale (promotor y partidario del euskera) y publicó 2 obras literarias en lengua vasca.
En 1911 obtuvo un premio en las Fiestas Eúscaras de Segura por el libreto Basotarrak, comedia en tres actos. Esta obra teatral fue publicada 2 años más tarde en Bilbao. Ya en el exilio publicó la novela Ekaitzpean, que salió a la luz en 1948 en la editorial Ekin en Buenos Aires.
Fue miembro de la Sociedad de Estudios Vascos y colaboró en varias revistas y publicaciones vascas de la época con artículos y escritos; como Euskal Esnalea (1916-21), Gure Herria (1921,1934), Euskalerriaren alde (1931), Yakintza (1933,1935) y Gernika (1945). En sus años de exilio fue directivo de Eskualtzaleen Biltzarra e Instituto Gernika.